# St. Quiriakus (Mechern)

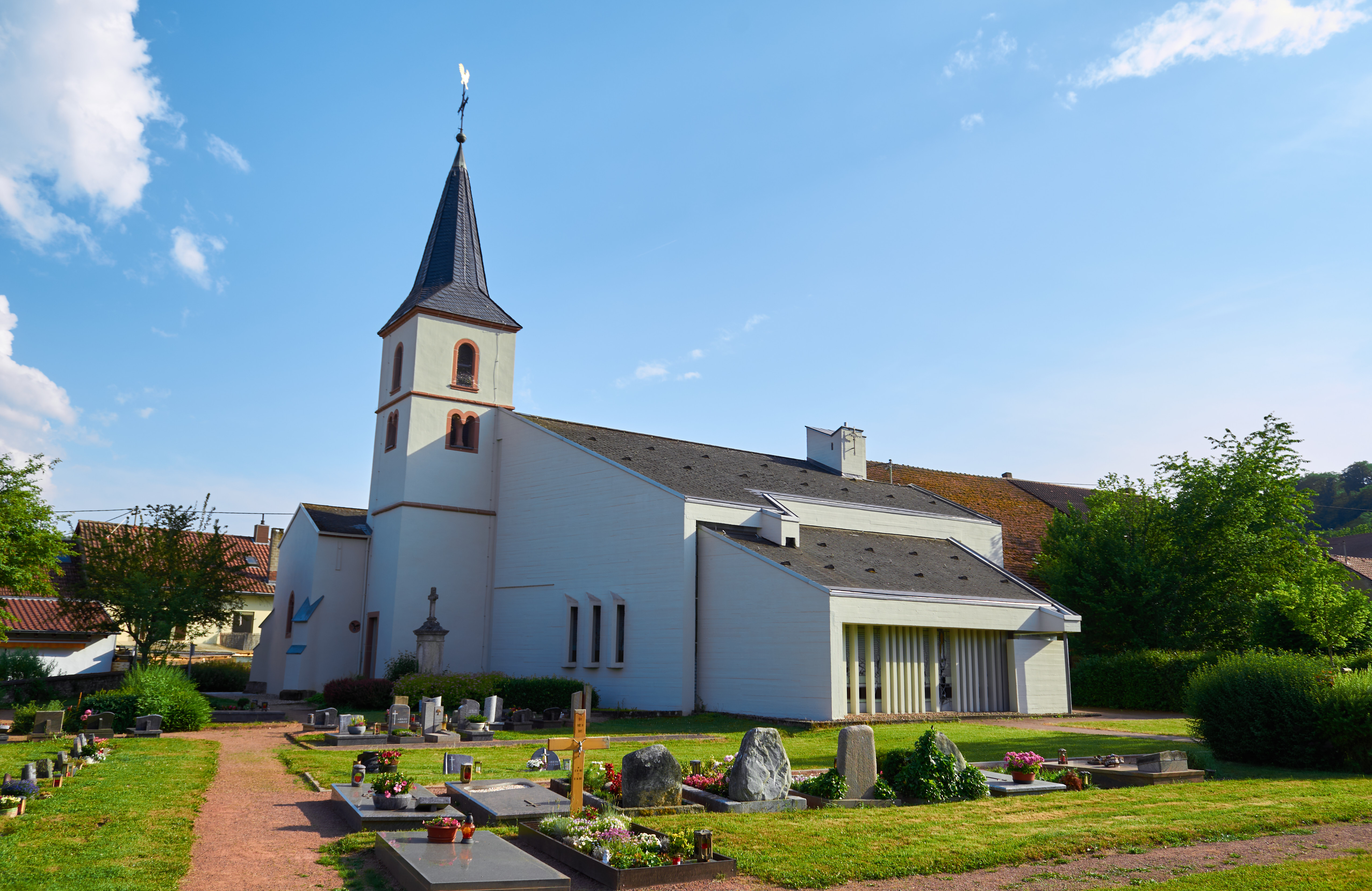
Die katholische Kirche St. Quiriakus in Mechern

Die Kirche St. Quiriakus ist eine römisch-katholische Kirche im Merziger Stadtteil Mechern. Sie trägt das Patrozinium des heiligen Quiriakus, eines Priestermönchs der Trierer Abtei St. Maximin. In der Denkmalliste des Saarlandes ist das Kirchengebäude als Einzeldenkmal aufgeführt.

## Geschichte
Im 15. Jahrhundert entstanden die unteren Teile von Chor und Turm der heutigen Kirche. Im Jahr 1718 wurde ein neues Kirchenschiff errichtet.
Nach Plänen des Architekten Carl Friedrich Müller (Saarlouis) wurden das Kirchenschiff im Jahr 1871 verlängert sowie Chor und Turm erhöht.
Im Jahr 1951 erfolgte erneut eine Erweiterung der Kirche, die unter der Leitung des Architekten Adolf Mönch (Saarbrücken) stand.
Bei Umbauarbeiten nach Plänen des Architekten Hanns Schönecker (St. Ingbert) in den Jahren 1971 bis 1972 erhielt die Kirche ihr heutiges Erscheinungsbild. Bei den Arbeiten wurden gut erhaltene römische Fresken entdeckt, die sich heute im Saarbrücker Museum für Vor- und Frühgeschichte befinden.
In den Jahren 2019/20 wurde das Kirchengebäude und das Gelände saniert.

## Ausstattung
Zur Ausstattung gehört ein spätgotisches Kruzifix mit Astkreuz aus dem 16. Jahrhundert,  Holzstatuen der Heiligen Quiriacus, Nikolaus und Antonius von Padua sowie eine Gewandstatue der Mutter Gottes.
Die Fenster stammen von Glas- und Wandmaler Ferdinand Selgrad (Spiesen-Elversberg). Für die Gestaltung des Portals aus dem Jahr 1972 zeichnete Jo Enzweiler (Wallerfangen) verantwortlich.
Hinter der Kirche befindet sich der Friedhof. Dieser umfasst eine Gesamtfläche von 2580 m².

## Sonstiges
Auf dem Friedhof neben der Kirche befindet sich das denkmalgeschützte Grabmal von Barbe Célinie de Galhau (1781–1868), einer Tochter von Barbe de Galhau, der letzten Herrin der Herrschaft Fremersdorf, die 1794 in Paris durch die Guillotine hingerichtet wurde.
Außerdem befindet sich auf dem Gelände des Friedhofs eine Gedenktafel. Diese soll an die Bewohner des Dorfes erinnern, die im Ersten und Zweiten Weltkrieg gefallen sind und seit dem Zweiten Weltkrieg vermisst werden. Das Denkmal wurde 1955 aufgestellt und befindet sich an der Leichenhalle.

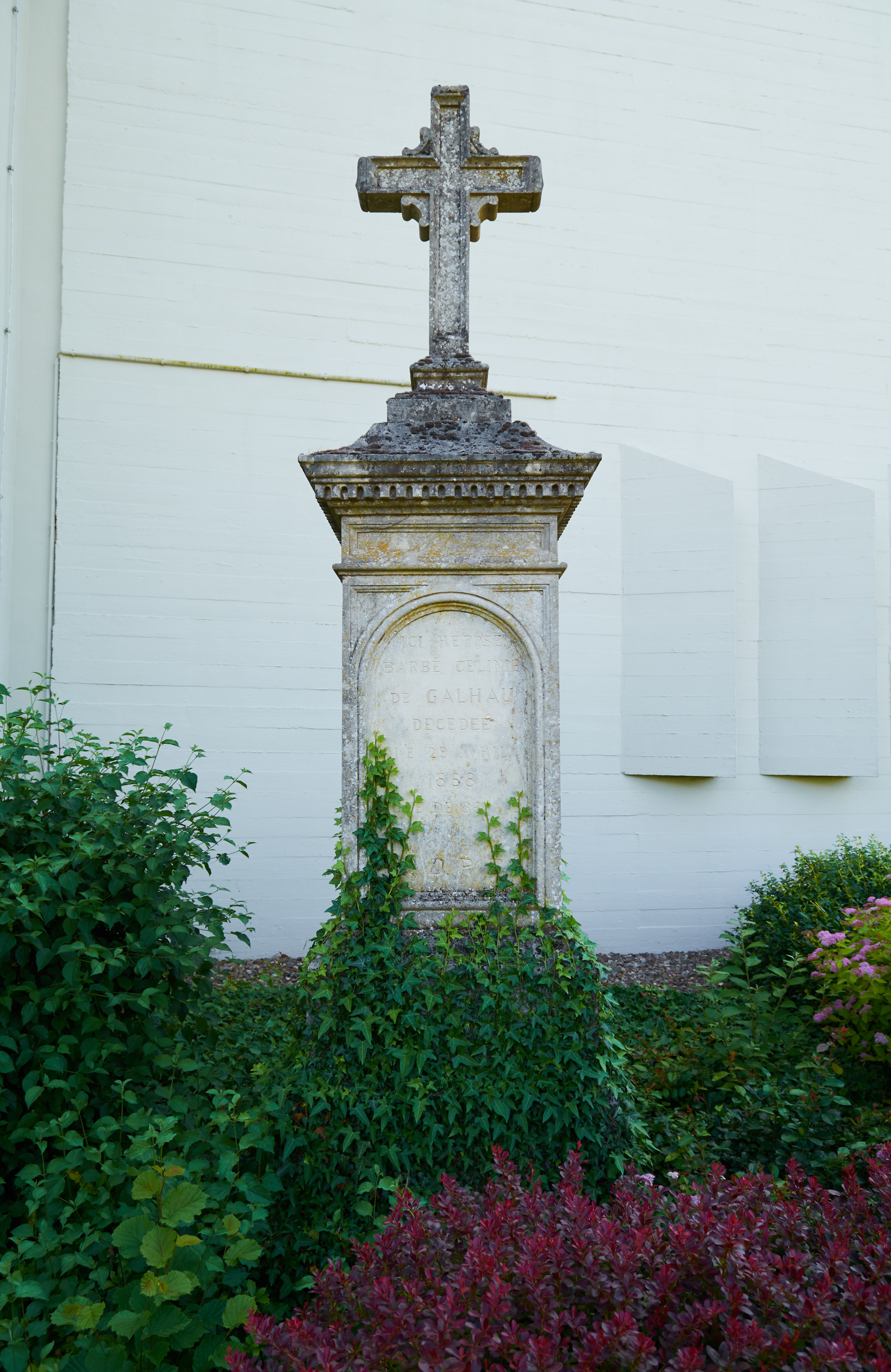
Grabmal von Barbe Célinie de Galhau

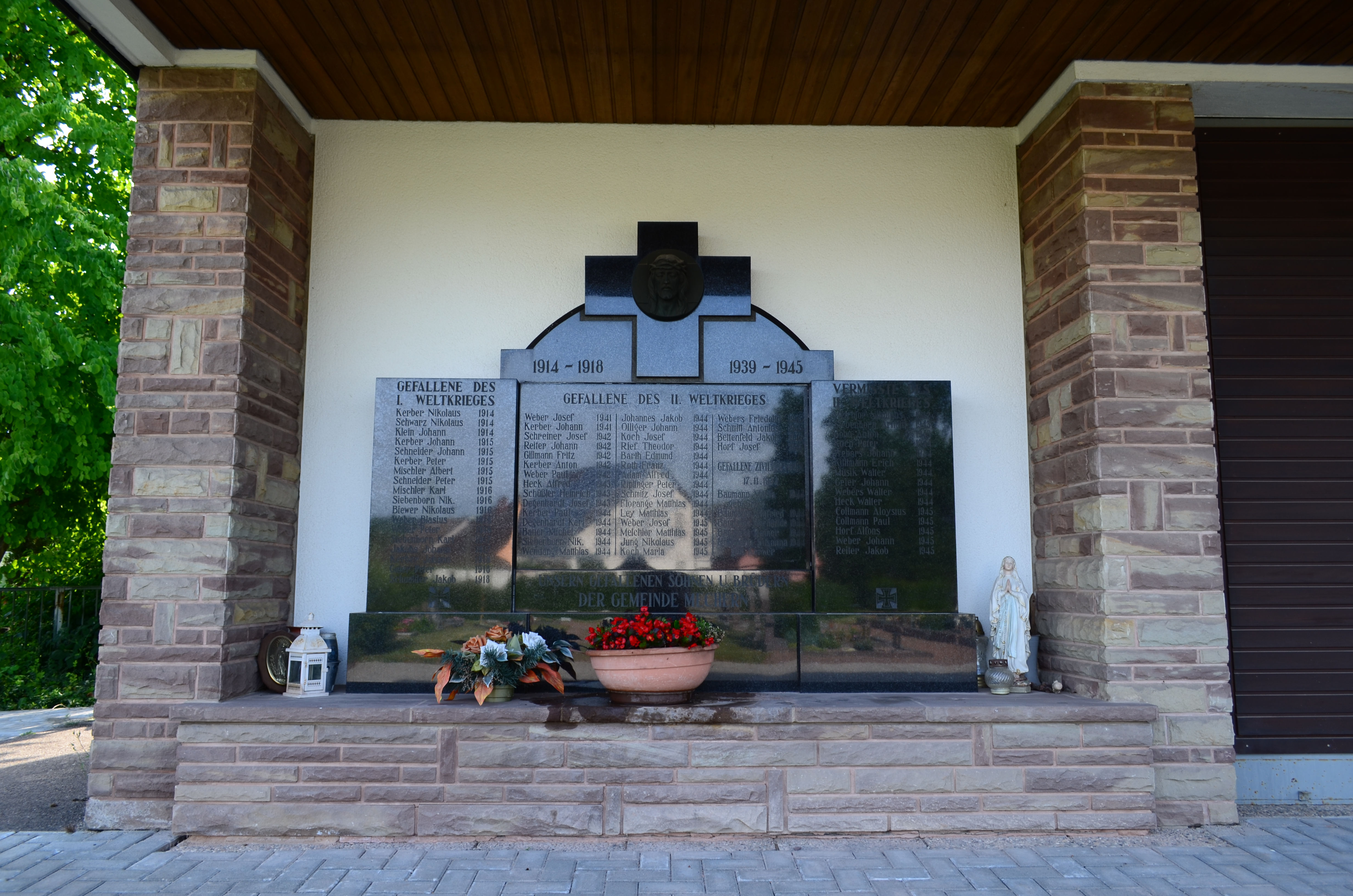
Gedenktafel der Kriegsopfer

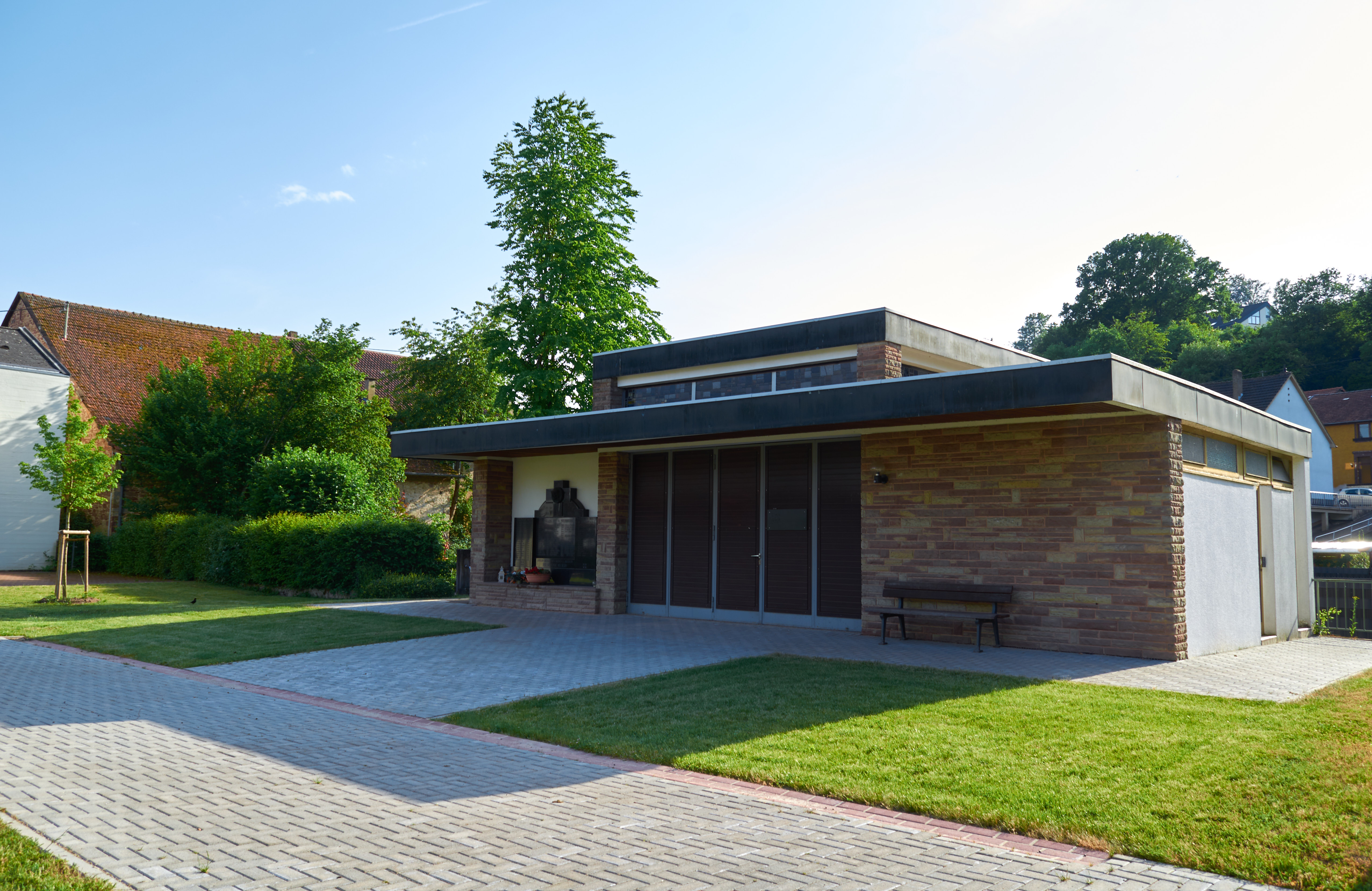
Leichenhalle